# バビロン第1王朝
バビロン第1王朝（バビロンだいいちおうちょう、古バビロニア王国）は、紀元前1830年 - 紀元前1530年にメソポタミア地方で栄えたアムル系の王朝。
ハンムラビ王（在位：紀元前1792年 - 紀元前1750年）治世下に全メソポタミア地方を征服した。「目には目を、歯には歯を」という復讐法の条文で有名なハンムラビ法典を作ったのもこの王である。
紀元前1595年頃ヒッタイトのムルシリ1世に攻められ滅ぼされた。